# Cimetière de la Diguette
Le cimetière de la Diguette est un cimetière liégeois créé en 1864 situé dans le quartier d'Angleur. Faute de place disponible, ce cimetière n'est plus utilisé depuis 1912.

## Histoire
En 1862, Walthère Frère-Orban, ministre des finances à cette date, défend le cimetière commun pour tous les croyants. En effet, auparavant, les riches étaient enterrés dans leur jardin et les pauvres dans un cimetière commun sur la place du village, l'actuelle Place Andréa Jadoulle, là où se dresse désormais l'église Saint-Remy.
C'est pourquoi en 1864, le Conseil communal d'Angleur achète à Madame Nagelmackers 25 ares de terrain au lieu-dit « La Diguette » (rue Devant l'Aîte) pour y installer le nouveau cimetière de la Diguette. Le cimetière de la Diguette devient rapidement trop étroit. À partir de 1912, plus aucun Angleurois ne fut inhumé dans ce cimetière. Le Conseil communal décida donc d'en créer un nouveau sur les hauteurs d'Angleur, rue de la Belle Jardinière non loin du Sart Tilman.
Le style des monuments de ce champ mortuaire représente toute une époque d'architecture funéraire.

## Personnalités inhumées dans le cimetière de la Diguette

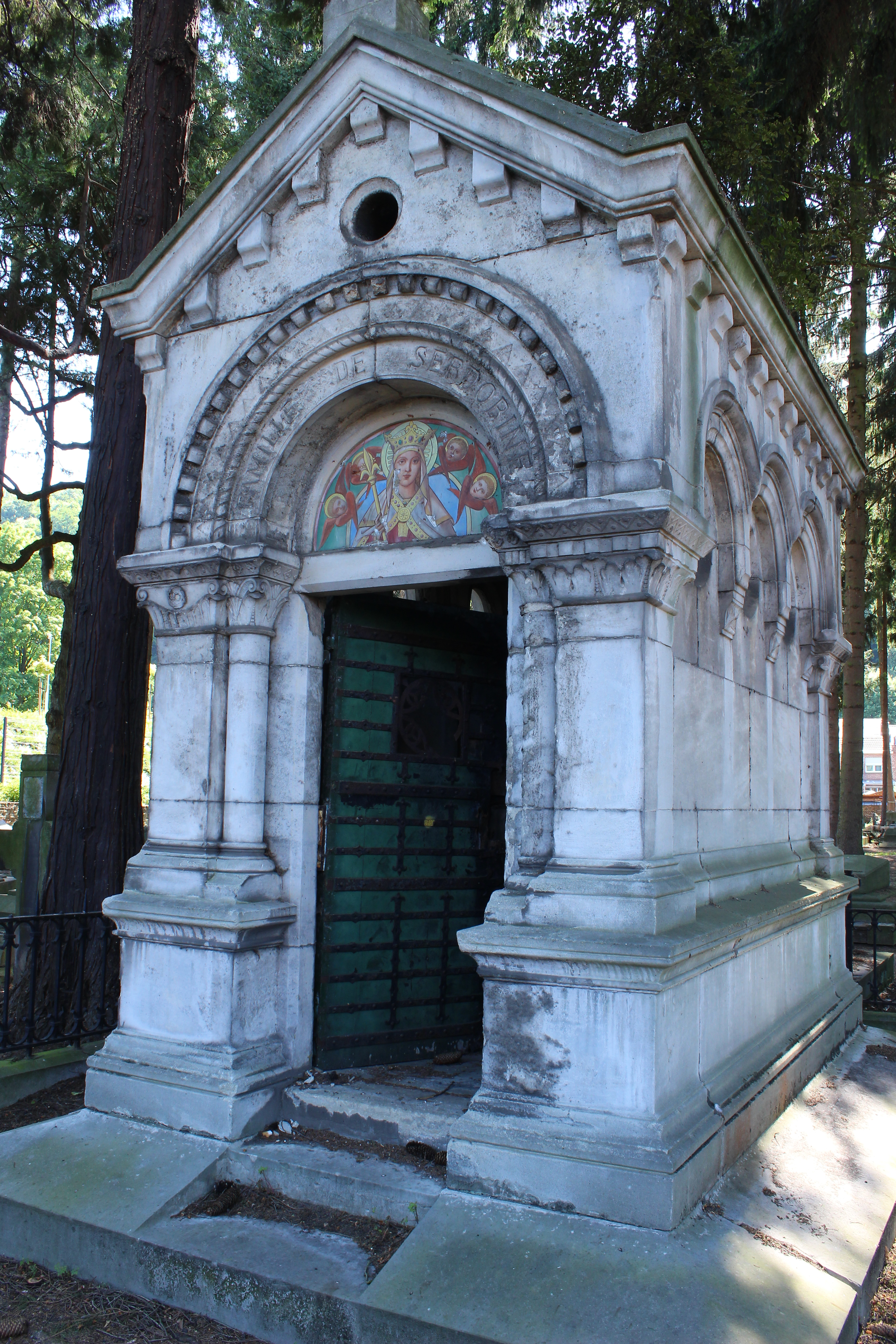
Chapelle mortuaire de la famille de Serdobine.

- Gérard Nagelmackers (1777-1859), banquier et membre du Congrès national.
- Léon de Thier (1825-1903), imprimeur, fondateur et directeur du journal La Meuse.
- Georges Nagelmackers (1845-1905), ingénieur civil et un industriel, fondateur de la Compagnie des wagons-lits et de la Compagnie internationale des Grands Hôtels.
- Famille de Serdobine, où est notamment inhumée Elisabeth de Serdobin, femme de Jules Nagelmackers et descendante du Prince Kourakine
- Félix Auguste Gillard (1855-1921), secrétaire général de la S A des Mines et Fonderies de la Vieille-Montagne à Angleur, troisième liégeois à posséder une voiture automobile, en l’occurrence une Germain belge, fondateur de l’Automobile-Club liégeois.

## Monuments
- Jean-Pierre-Paul Bovy (1779-1841), médecin et historiographe, auteur des « Promenades historiques au Pays de Liège ». La tombe est classée comme monument le 28 janvier 1981.
- Sépulture de la famille Gregoire-Lempereur, présentant des symboliques multiples:
  - colonne brisée – défunt disparu dans la force de l'âge et qui était le support de la famille,
  - ancre brisée – espoir brisé de la famille,
  - 2 mains enlacées, femme à gauche, homme à droite – belle alliance, symbolisant l'amour qui dépasse la mort, avec pour message « nous nous retrouverons dans la mort ».

## Galerie

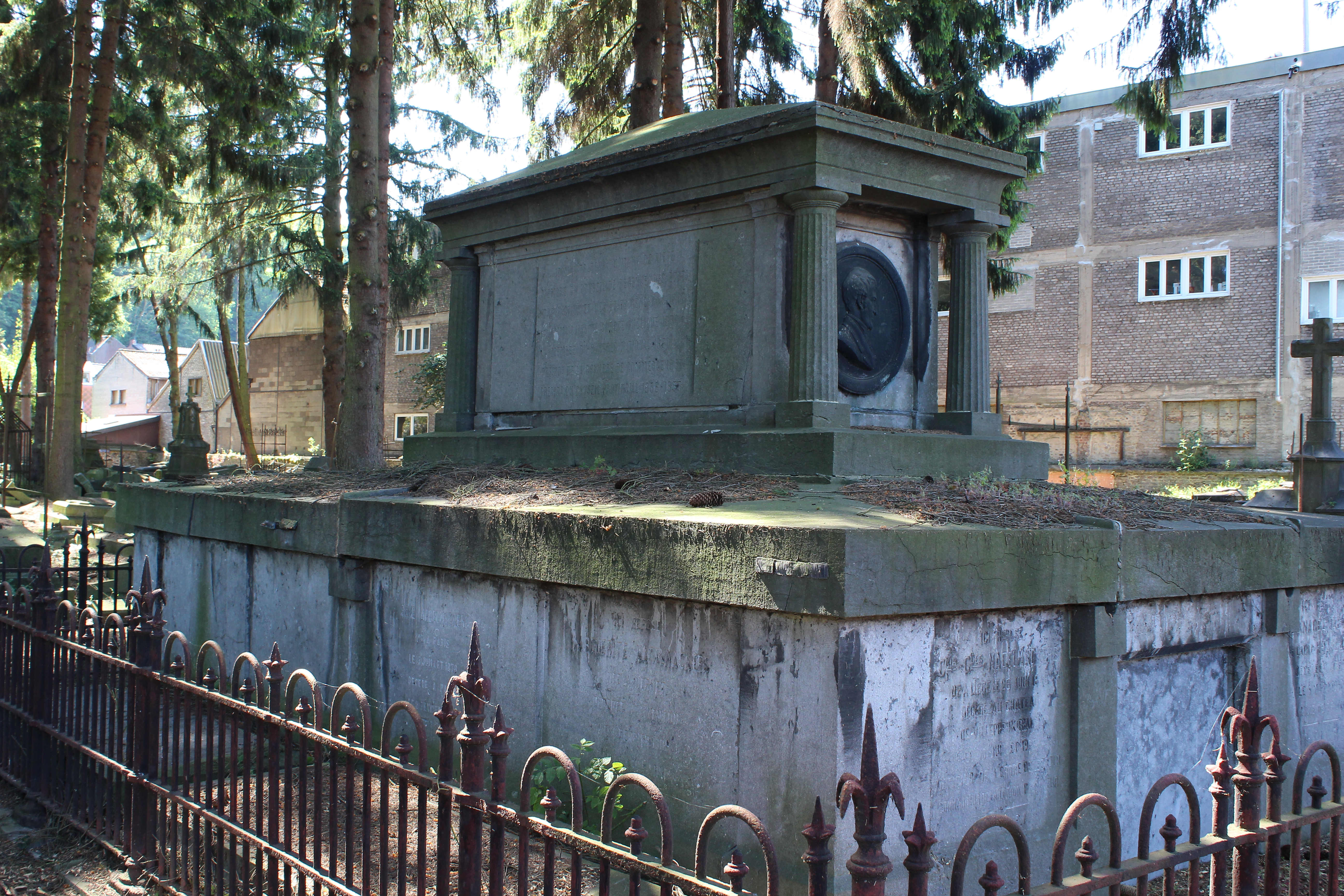
Caveau de la famille Nagelmackers.
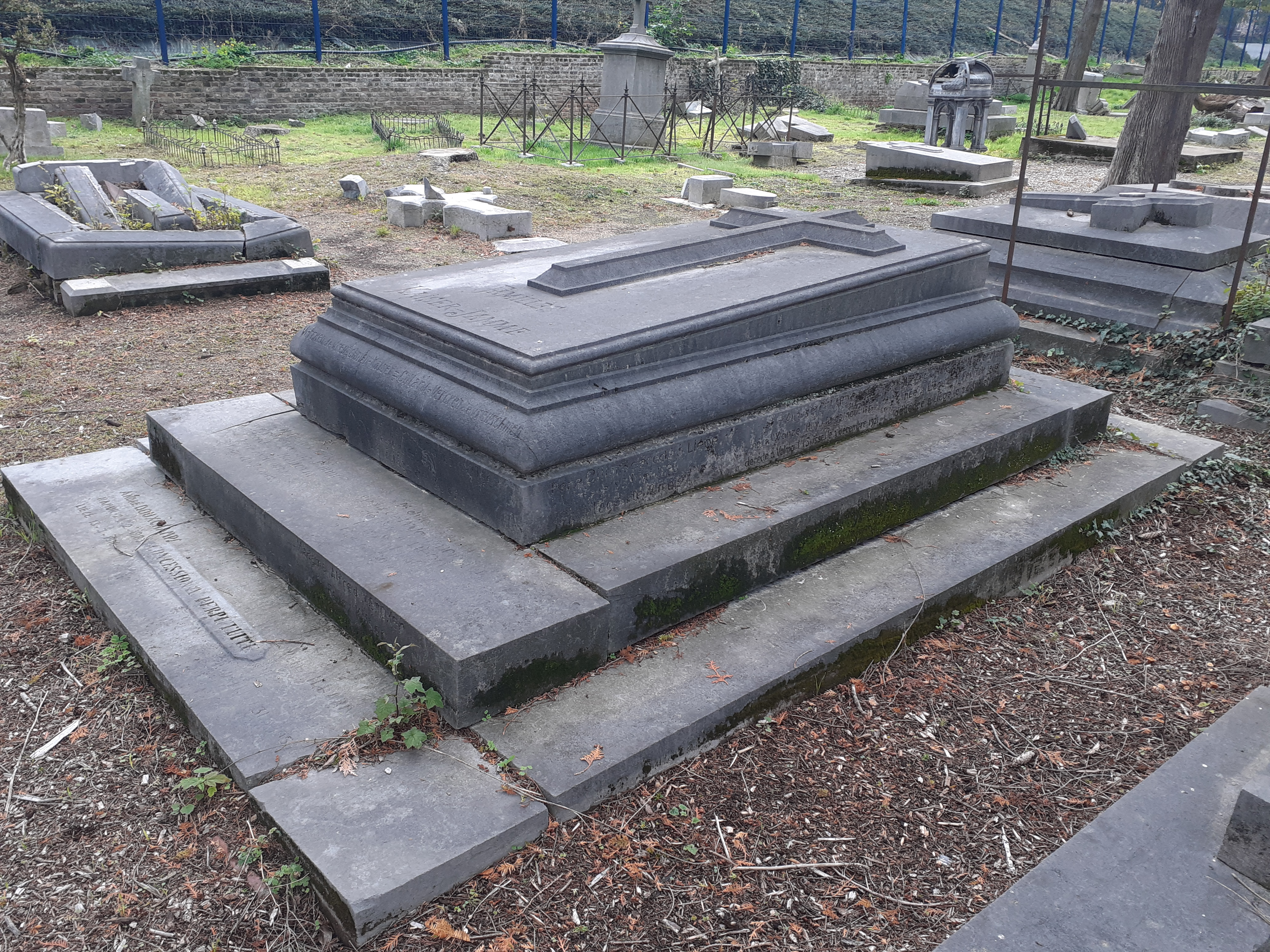
Sépulture Félix Auguste Gillard.
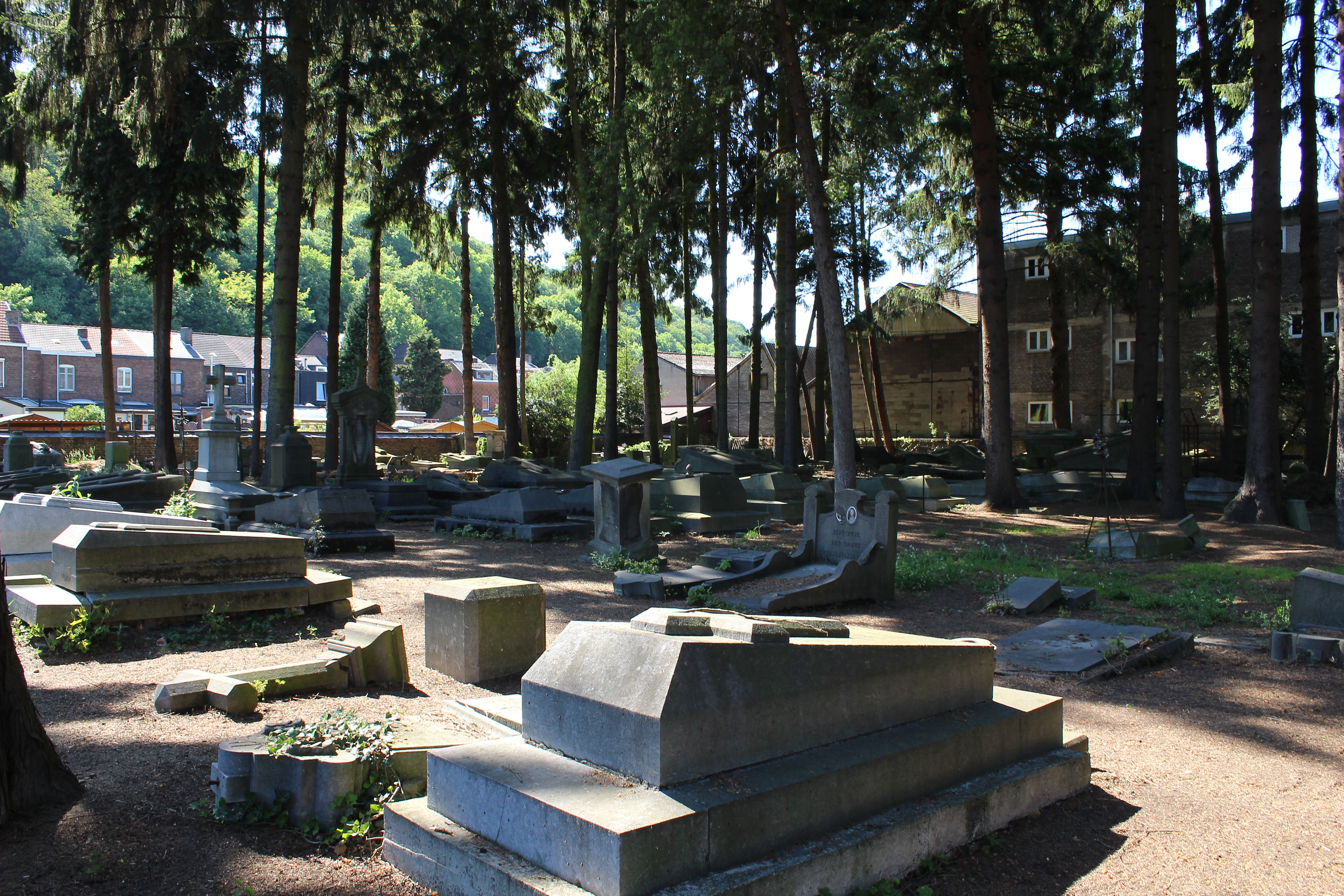
Vue d'ensemble en mai 2017.